# Carmen María Montiel
Carmen María Montiel Ávila là một thí sinh trong cuộc thi hoa hậu Venezuela. Bà cũng là Hoa hậu Venezuela năm 1984 và là đại diện chính thức của Venezuela tham gia cuộc thi Hoa hậu Hoàn vũ 1984 được tổ chức tại Miami, Florida, Hoa Kỳ vào ngày 9 tháng 7 năm 1984, khi bà giành danh hiệu Á hậu 2. Bà cũng được trao vương miện Hoa hậu Sudamerica trong một cuộc thi mà tất cả những người tham gia từ khu vực đã được sắp xếp trước cuộc thi Hoa hậu Hoàn vũ.
Sau Hoa hậu Hoàn vũ, Carmen trở thành một thành viên của chương trình truyền hình "Chào buổi sáng Venezuela". Sau đó, bà là một thành viên của nhóm "lời khen ngợi" đầu tiên trong chương trình sáng tác Complicidades, được phát hành vào giữa thập niên tám mươi trên kênh Venevisión.
Năm 1988, bà quyết định sang Hoa Kỳ để học thêm. Bà sống ở Bắc Carolina và Tennessee, theo học ngành Báo chí. Năm 1991, bà nhận được danh hiệu Truyền thông và tiếng Tây Ban Nha danh dự (Magna Cum Laude). Cùng năm đó bà chuyển đến Houston, Texas, thành phố nơi bà sống với gia đình của mình kể từ đó.
Carmen Maria Montiel đang hoạt động như một ứng viên đảng Cộng hòa cho khu đại hội thứ 29 của Hoa Kỳ Texas. Các cuộc bầu cử sơ bộ được tổ chức vào ngày 6 tháng 3 năm 2018. Bà trở thành công dân Hoa Kỳ vào năm 2001.
Bà có ba người con: Alexandra Isabel, Carmen María và Juan Diego, những người sống với bà và chiếm một phần quan trọng trong cuộc đời của bà.